# تيري دوبسون (طبال)
تيري دوبسون (بالإنجليزية: Terry Dobson)‏ هو طبال بريطاني، ولد في 29 مارس 1952 في ويكفيلد في المملكة المتحدة.

## وصلات خارجية
- الموقع الرسمي